# Хуэльгор, Даниэль
Даниэль Хуэльгор (норв. Daniel Hoelgaard; род. 1 июля 1993, Ставангер, Норвегия) — норвежский профессиональный шоссейный велогонщик, выступающий за команду Groupama-FDJ.

## Достижения
2011
1-й Этап 2 Регио-Тур
7-й Чемпионат мира U19 в групповой гонке
2012
1-й Кернен Омлоп Эхт-Сюстерен
2014
Тур Бретани
1-й  Очковая классификация
1-й Этап 5
Тур Южной Чехии
1-й  Очковая классификация
1-й Этапы 1 & 4
1-й Этап 2 Ронд де л'Уаз
2015
1-й Этап 3 Тур Нормандии
2-й Велотон Стокгольм
3-й Тур Бретани
1-й  Очковая классификация
1-й Этап 5
3-й Ля Кот Пикард
2016
1-й Этап 1 (КГ) Тур Средиземноморья
7-й Бретань Классик
2018
2-й Классик Луар-Атлантик